# Telefone.Ninja
Telefone.Ninja foi um dos domínios gerenciados pela empresa Bytecode Tech Inc em 2017, hospedado em Budapeste, na Hungria. O site funcionava como um buscador e disponibilizava dados como o telefone e endereço de pessoas físicas e jurídicas. Saiu do ar ainda em 2017, após ganhar evidência na mídia e órgãos públicos anunciarem que iriam à justiça.

## Website
De acordo com a Kaspersky Lab, o Telefone.Ninja estava hospedado em Budapeste, na Hungria. O site era gerenciado pela empresa Bytecode Tech Inc, sob administração de Ricardo Torres. Havia cerca de outros dez sites agregados ao Telefone.Ninja, entre eles buscaoficial.com, empresascnpj.com e cpnj.ninja. O site foi criado e encerrado de forma abrupta em 2017, quando o domínio passou a redirecionar para o site All Court Data, com os dados cadastrais passando para a empresa autraliana Privacy Protec e o domínio para Los Angeles, nos Estados Unidos, sendo gerenciado pela nForce. A motivação teria sido sua evidência na mídia. Além disso, a Anatel declarou que o site violava as leis de privacidade e o Instituto de Defesa do Consumidor (Idec) declarou que iria à justiça.
Ele funcionava como um buscador, onde era possível descobrir o número de telefone (mas apenas o telefone fixo) e endereço de pessoas físicas ou jurídicas, e muitos dos dados estão desatualizados. O Telefone.Ninja afirmava que os dados eram coletados de cadastros de operadoras de telefone, como GVT, Sercomtel, Telefôa e Telemar, e caso a pessoa desejasse, eram excluídos do site, apesar de que os dados poderiam voltar por atualizações enviadas pelas operadoras. O Telefone.Ninja era gratuito, porém afirmava que estava em um período de amostra grátis. O número de buscas era limitado por cerca de dez por dia.
O Telefone.Ninja afirmava que o site funcionava como uma lista telefônica, e os dados eram publicados de forma legal, baseando-se na Lei Geral de Telecomunicações e em resoluções da Anatel. Apesar disso, foi apontado que o site seria uma afronta ao Marco Civil da Internet. De acordo com a Delegacia de Repressão aos Crimes de Informática (DRCI) o site seria malicioso ou que fazia ataques de phishing, porém empresas como a Kaspersky Lab afirmaram que ele era legítimo.

## Ver Também
- Tudo Sobre Todos
- Consulta Pública
- FuiVazado!